# Mas de Guillem
El Mas de Guillem és una antiga caseria del municipi de Gavet de la Conca, dins de l'antic terme de Sant Salvador de Toló. És a l'extrem sud-est del terme, a la part alta de la vall del riu de Conques, sota i al nord del santuari de la Mare de Déu de Bonrepòs. Sota i al nord de l'antic poble s'origina el barranc de Mas de Guillem, afluent per l'esquerra del riu de Conques.
Tenia capella pròpia, dedicada a Sant Miquel, de la qual a penes queden vestigis. A principis del segle xx hi constaven 10 edificis, amb 20 habitants.